# 한국 혼합 복식 컬링 선수권 대회
KB금융 한국 혼합 복식 컬링 선수권 대회(Korean Mixed Doubles Curling Championship)는 대한컬링연맹이 주관하는 대한민국의 연례 혼합 복식 컬링 선수권 대회이다. 해당 대회의 우승자는 대한민국 국가대표 선수로 선출된다.